# Pararctia lapponica
Pararctia lapponica là một loài bướm đêm thuộc họ Arctiinae. Nó được tìm thấy ở miền bắc Eurasia và the arctic part của Bắc Mỹ.
Sải cánh dài 37–45 mm.
Ấu trùng ăn Betula nana, Vaccinium uliginosum và Rubus chamaemorus.

## Phụ loài
- Pararctia lapponica lapponica (Polar Eurasia)
- Pararctia lapponica lemniscata (Stichel, 1911) (vùng núi đông Yakutia)
- Pararctia lapponica hyperborea (Curtis, 1835)
- Pararctia lapponica gibsoni (Bang-Haas, 1927)

## Hình ảnh

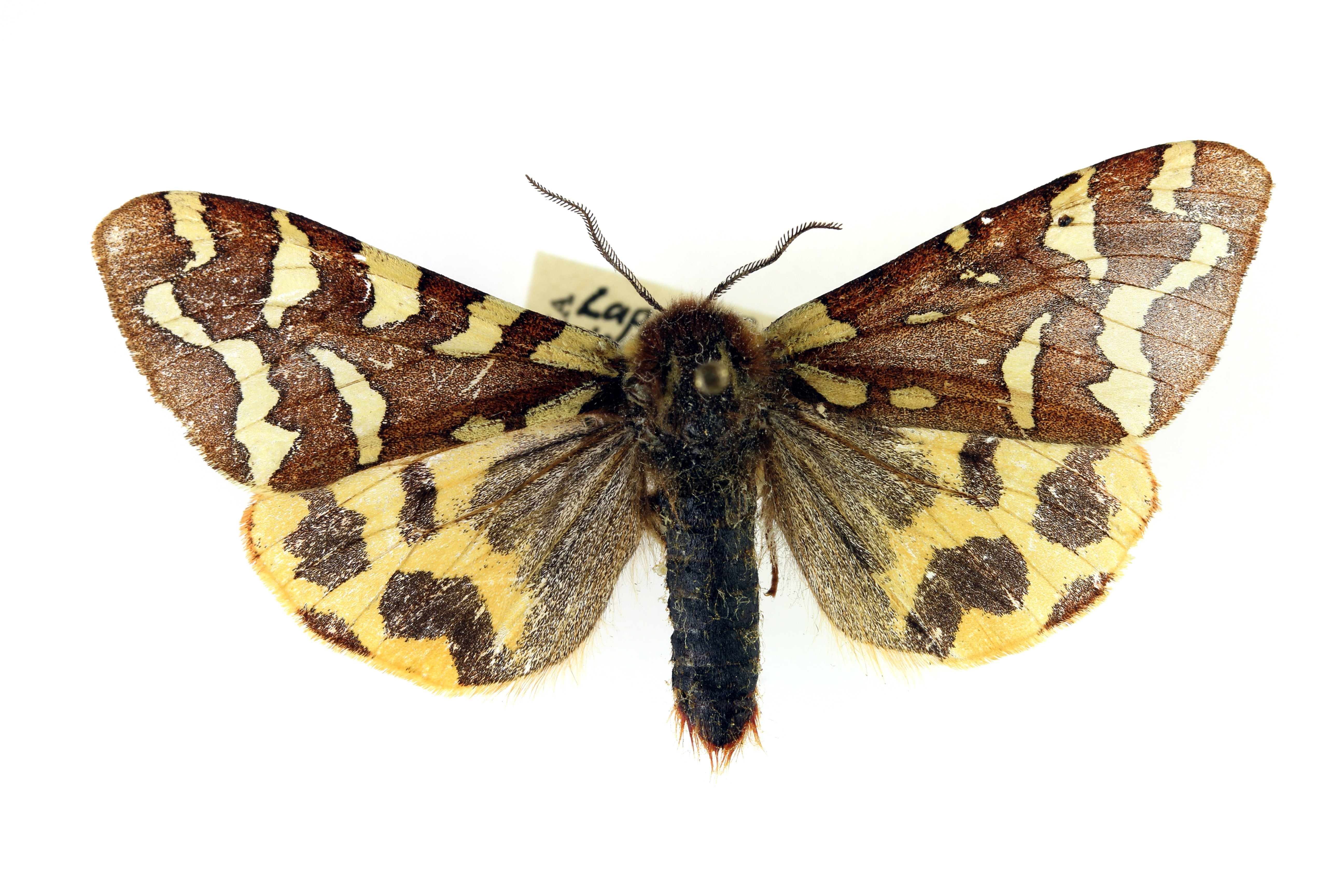
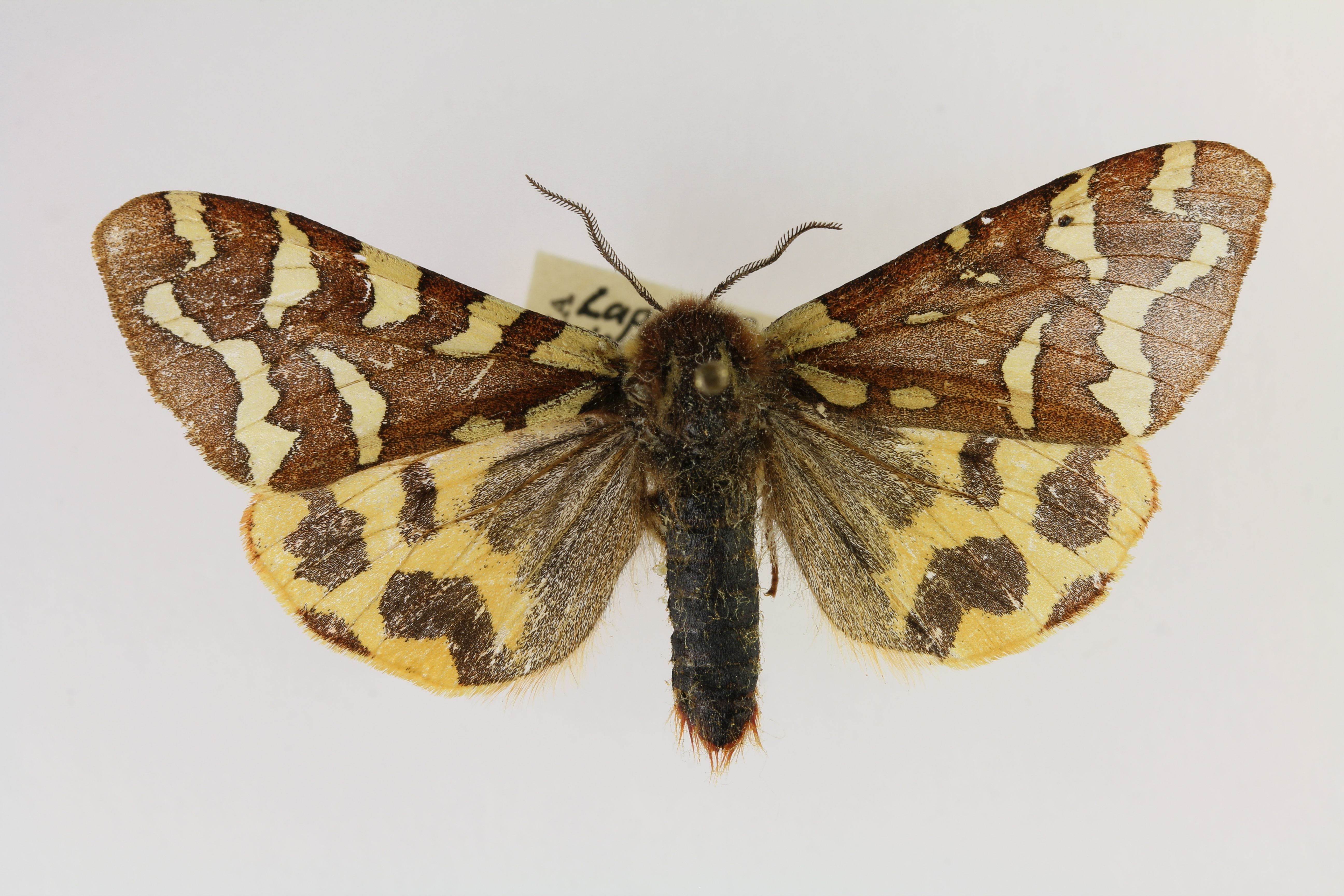